# Ptilodexia scutellata
Ptilodexia scutellata là một loài ruồi trong họ Tachinidae.